# Amélie Lundahl
Helga Amélie Lundahl (26. května 1850 Oulu – 20. srpna 1914 Helsinky) byla finská malířka.

## Život
Narodila se v Oulu, jako nejmladší z jedenácti dětí. Její matka zemřela, když jí byly tři měsíce, a její otec zemřel, když jí bylo osm.
Od roku 1860 do roku 1862 navštěvovala Švédskou soukromu školu (švédsky Svenska Privatskolan) v Oulu. V letech 1872 až 1876 studovala na Akademii výtvarných umění v Helsinkách s krátkým pobytem na Škole umění a designu ve Stockholmu; pobyt jí umožnil cestovní grant. Další cestovní grant jí umožnil odjet do Paříže, kde v letech 1877 až 1881 studovala mimo jiné na Académie Julian u Tonyho Roberta-Fleuryho. Zůstala tam celkem dvanáct let a Bretaň se stala jejím oblíbeným místem pro malování.
Po návratu do Finska v roce 1889 pomohla založit (spolu s Victorem Westerholmem) uměleckou kolonii ve vesnici Önningeby na Alandech.
Zemřela v roce 1914 (pravděpodobně na leukémií) v Helsinkách.

## Galerie

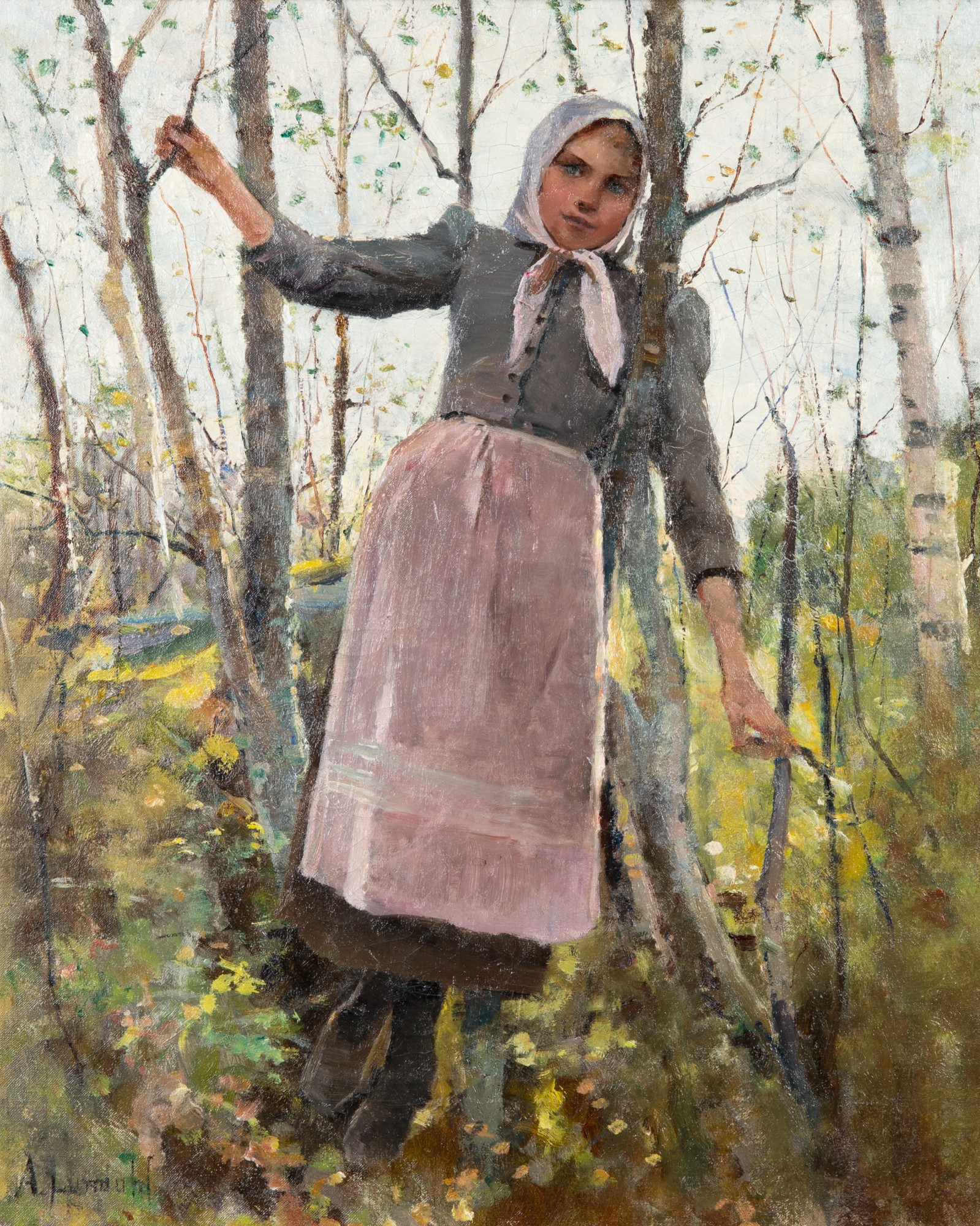
Dívka v jarním březovém lese
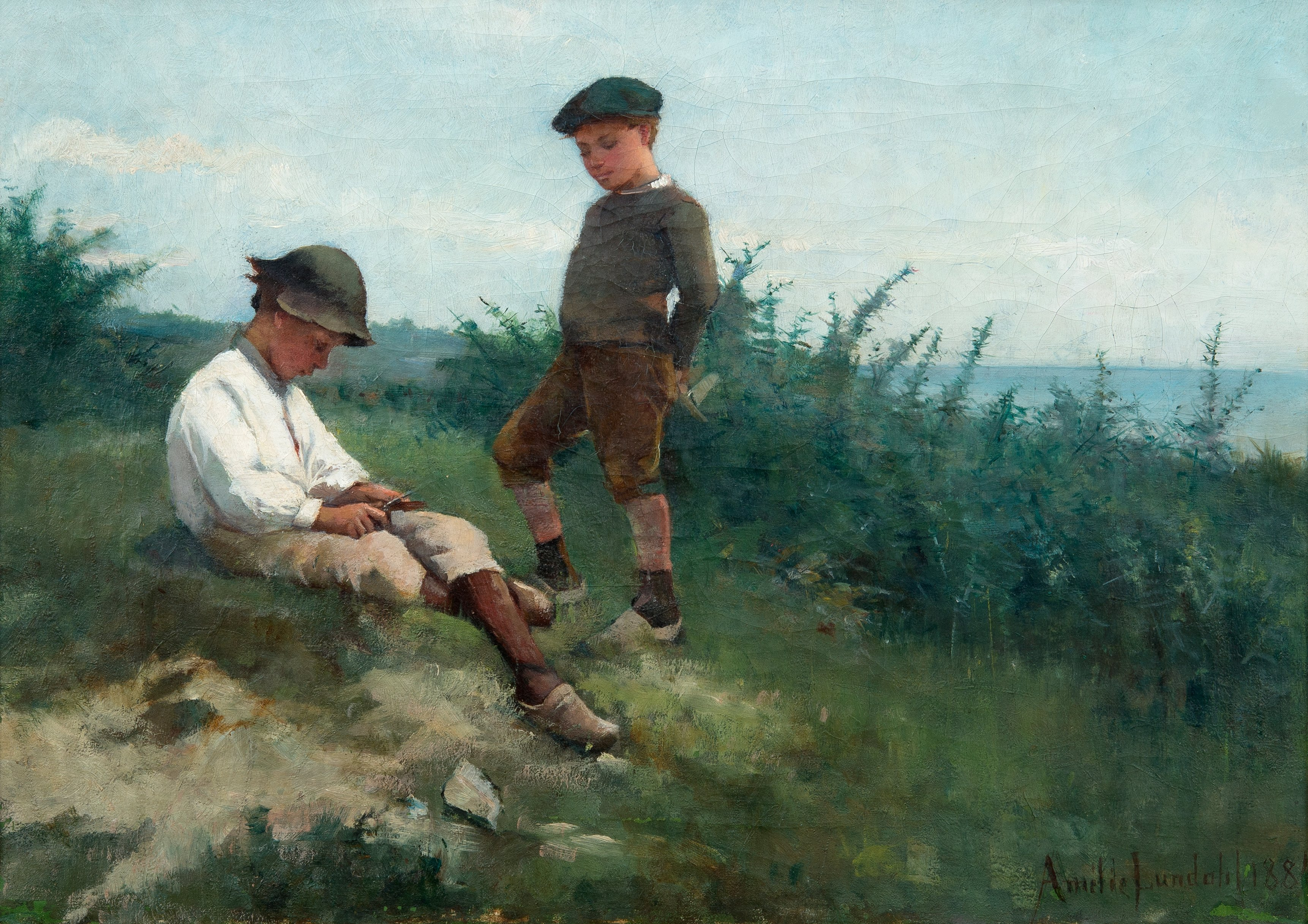
Kluci u břehu
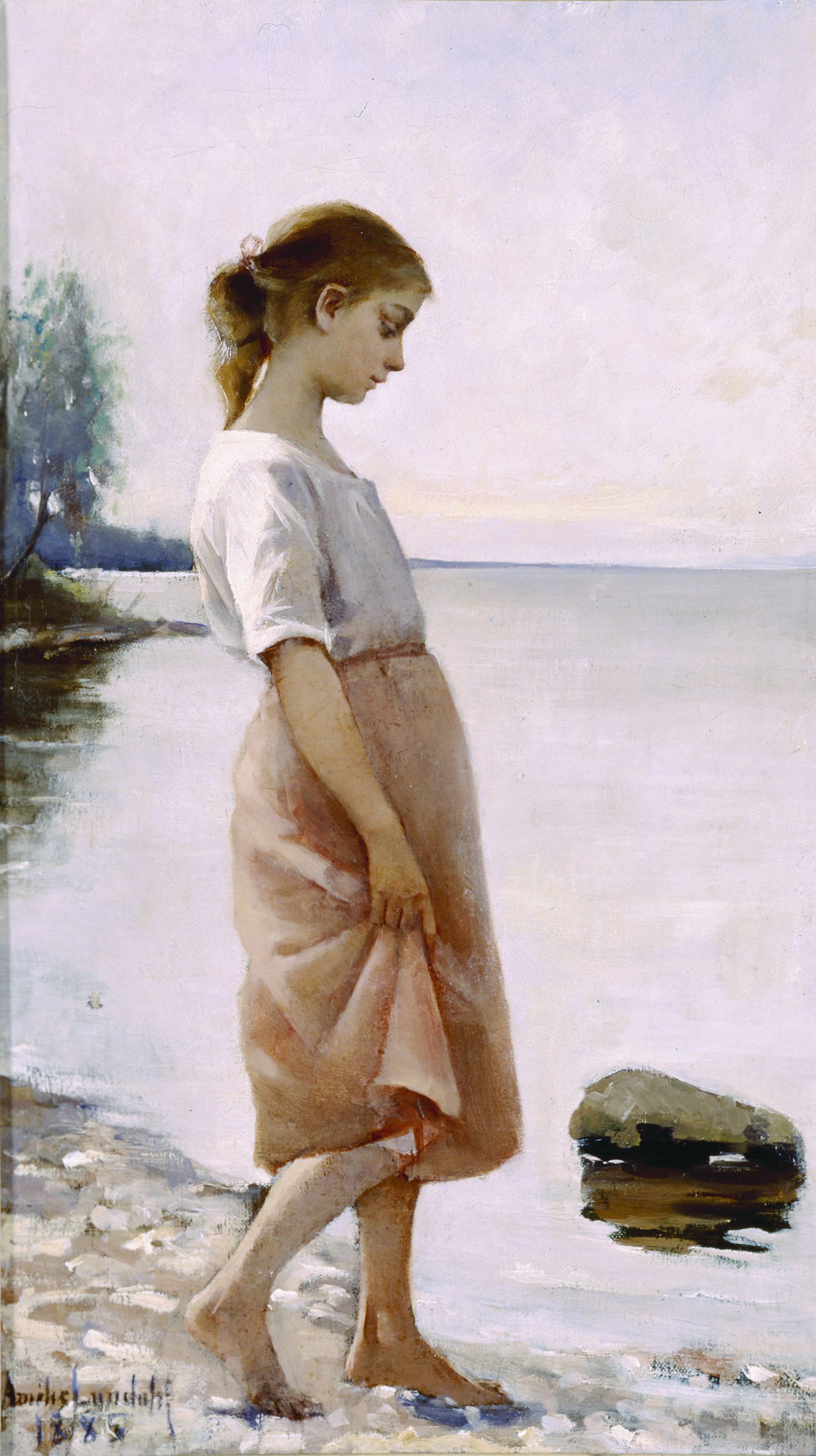
Před plaváním
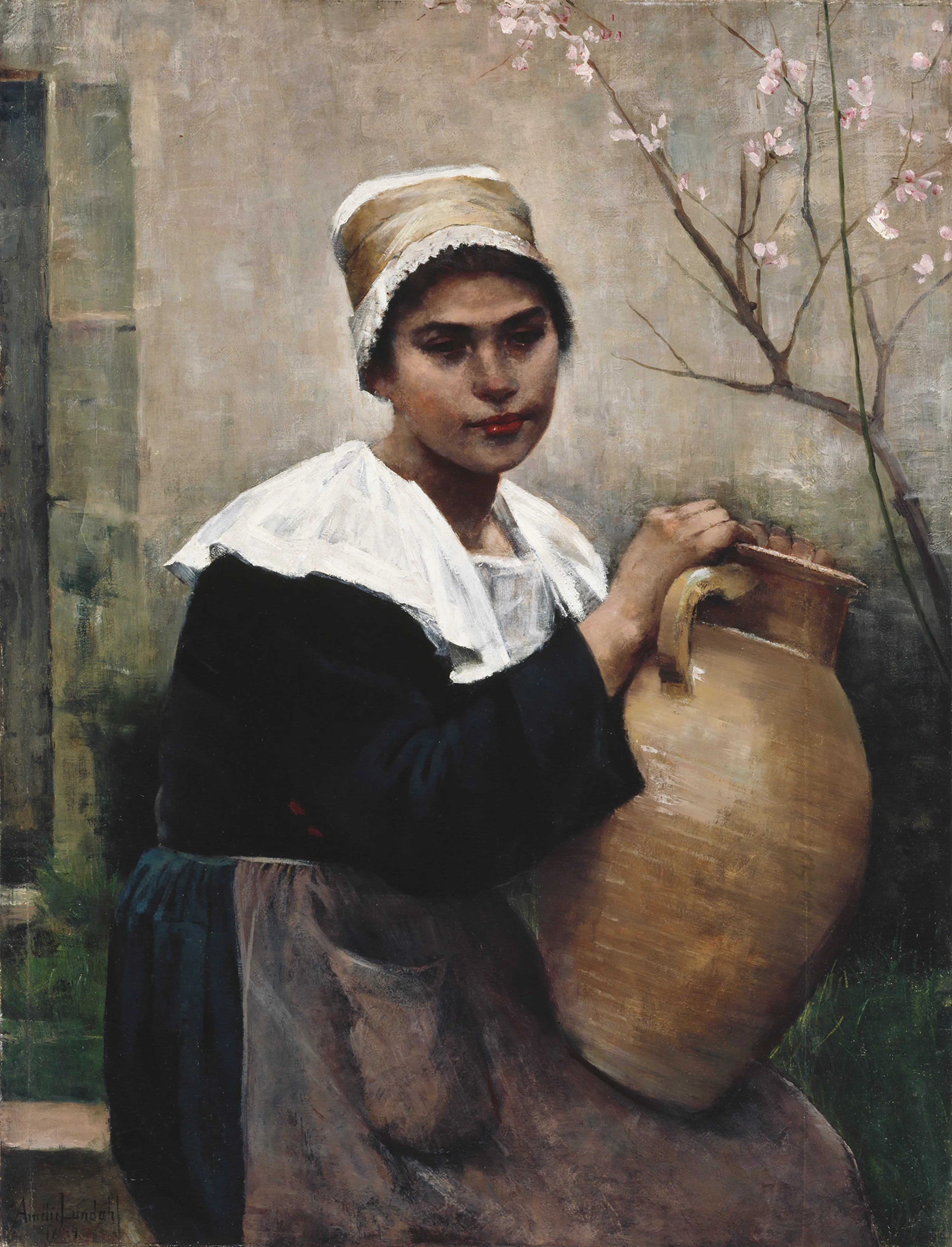
Bretoňská dívka se džbánem
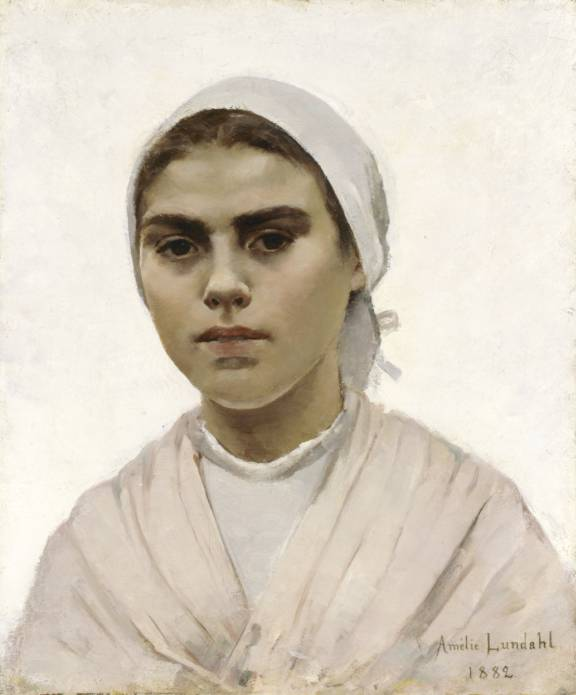
Portrét mladé Bretoňky
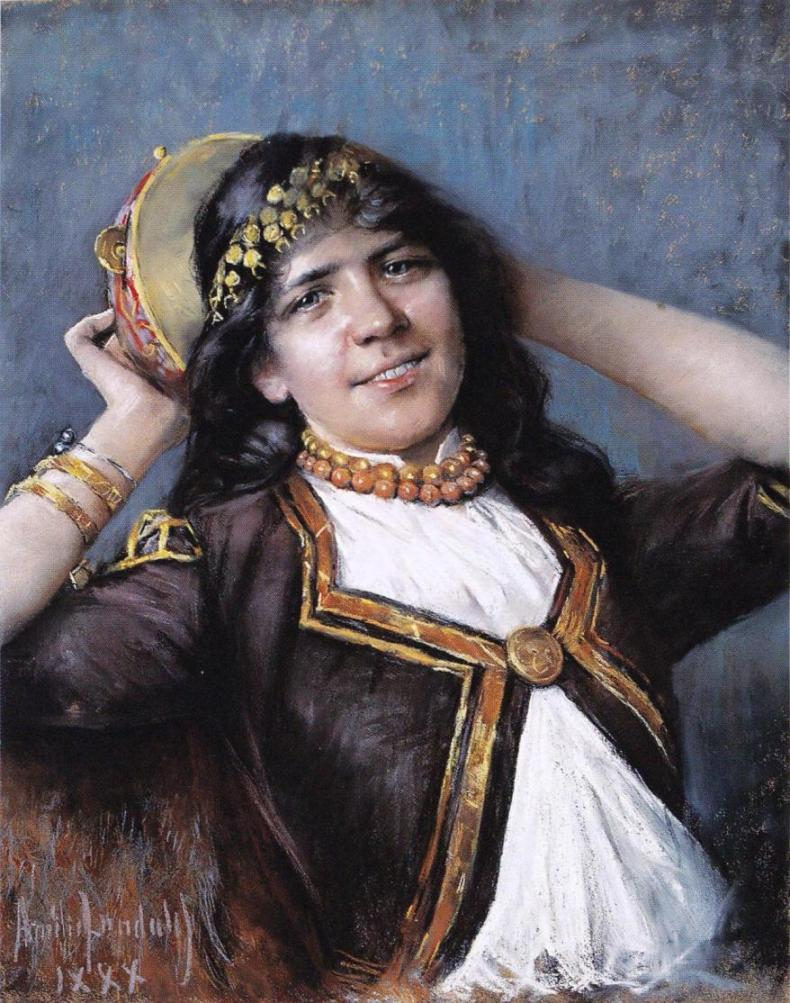
Tanečnice s tamburínou